# Gorjakovo
Gorjakovo is een plaats in de gemeente Pregrada in de Kroatische provincie Krapina-Zagorje. De plaats telt 391 inwoners (2001).